# Università della Repubblica
L'Università della Repubblica (in spagnolo: Universidad de la República), acronimo UDELAR o UdelaR, è un'università pubblica in Uruguay. Con circa 109.000 studenti, è la più grande università del paese.

## Storia
L'origine dell'attuale università è una scuola gesuita del XVIII secolo. Con l'espulsione dei gesuiti dal Sud America nel 1767, la scuola fu costruita dai francescani. Nel 1787, fu creata una cattedra di filosofia e nel 1793 una di teologia. Nel 1833, il clerico cattolico Dámaso Antonio Larrañaga espanse ulteriormente la scuola e, con il sostegno del governo, nel 1836, furono fondati i dipartimenti di latino, filosofia, matematica, teologia e diritto. Il 27 maggio 1838 l'università fu fondata come Universidad Mayor de la República dal presidente Manuel Oribe. Fu solo con il presidente Joaquín Suárez che la fondazione ufficiale ebbe luogo a Montevideo il 18 luglio 1849; primo rettore fu il vicario apostolico Lorenzo Antonio Fernández.

## Struttura
L'universidad de la República è organizzata nelle seguenti quattordici facoltà:
- Architettura
- Agronomia
- Chimica
- Giurisprudenza
- Infermieristica
- Ingegneria
- Lettere e scienze della formazione
- Medicina
- Medicina veterinaria
- Odontoiatria
- Psicologia
- Scienze
- Scienze economiche e amministrazione
- Scienze sociali

L'ospedale universitario Hospital de Clínicas "Dr. Manuel Quintela" appartiene all'università.

## Galleria d'immagini

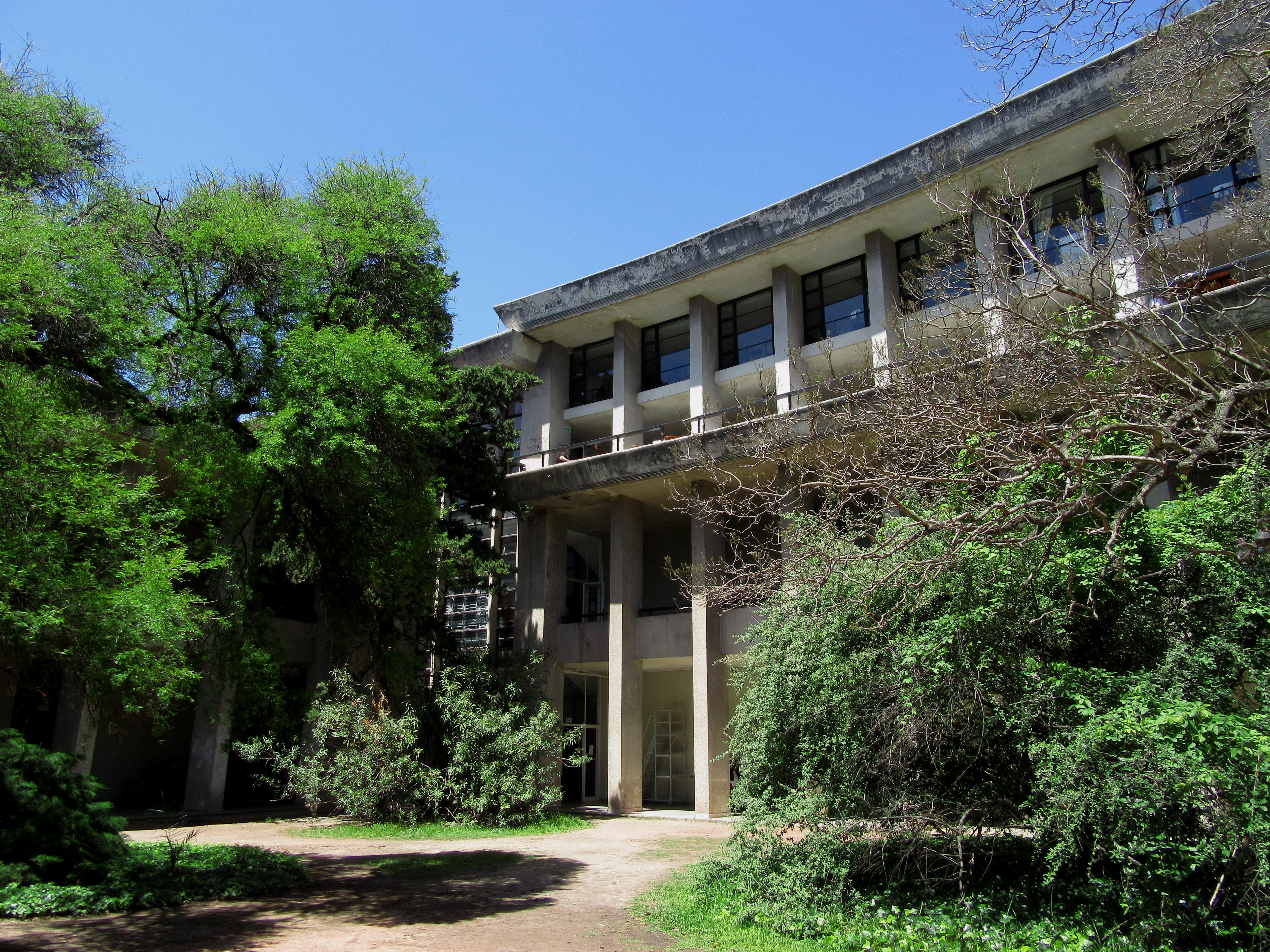
Facoltà di architettura, design, e urbanismo.
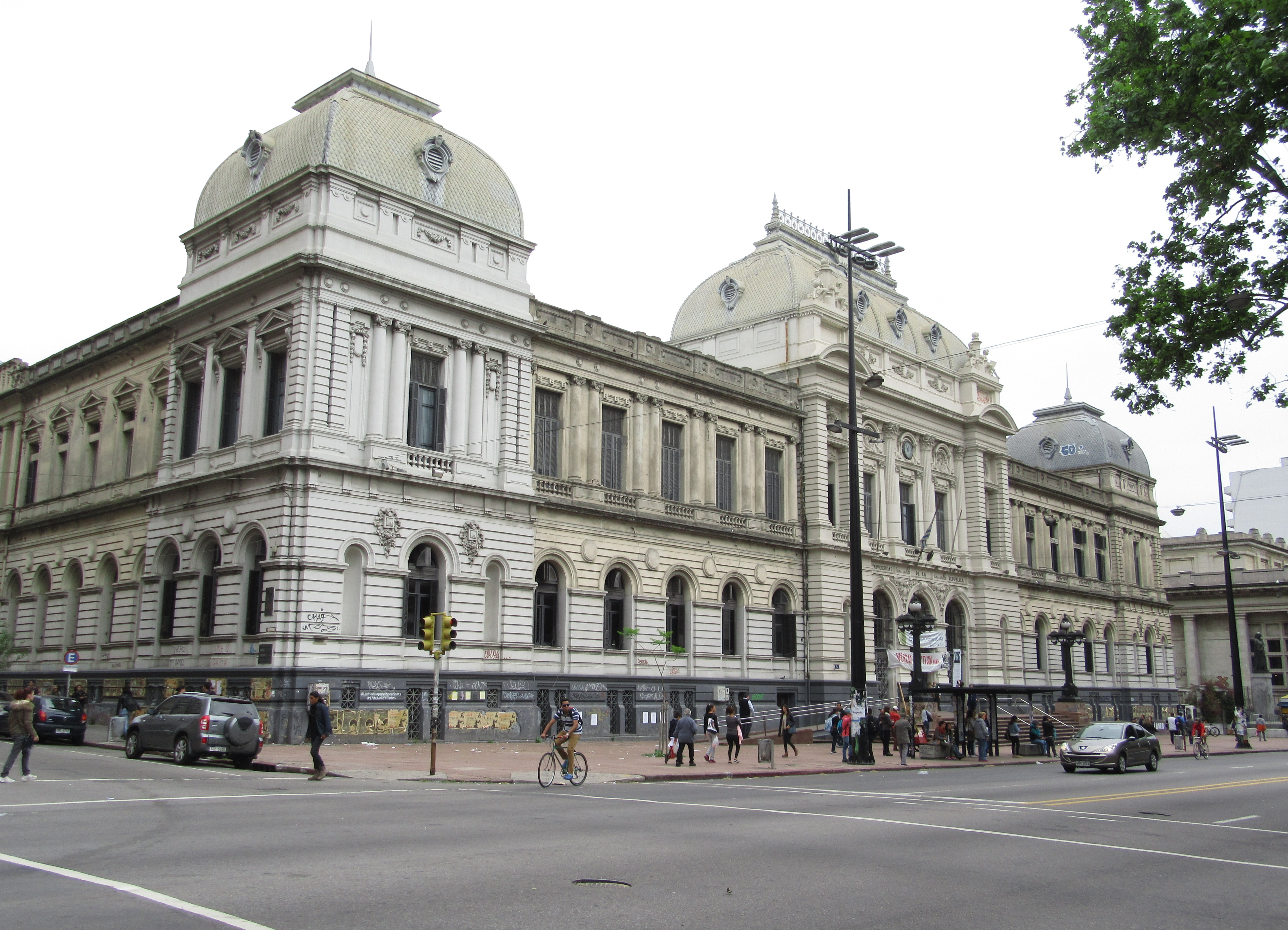
Facoltà di giurisprudenza.
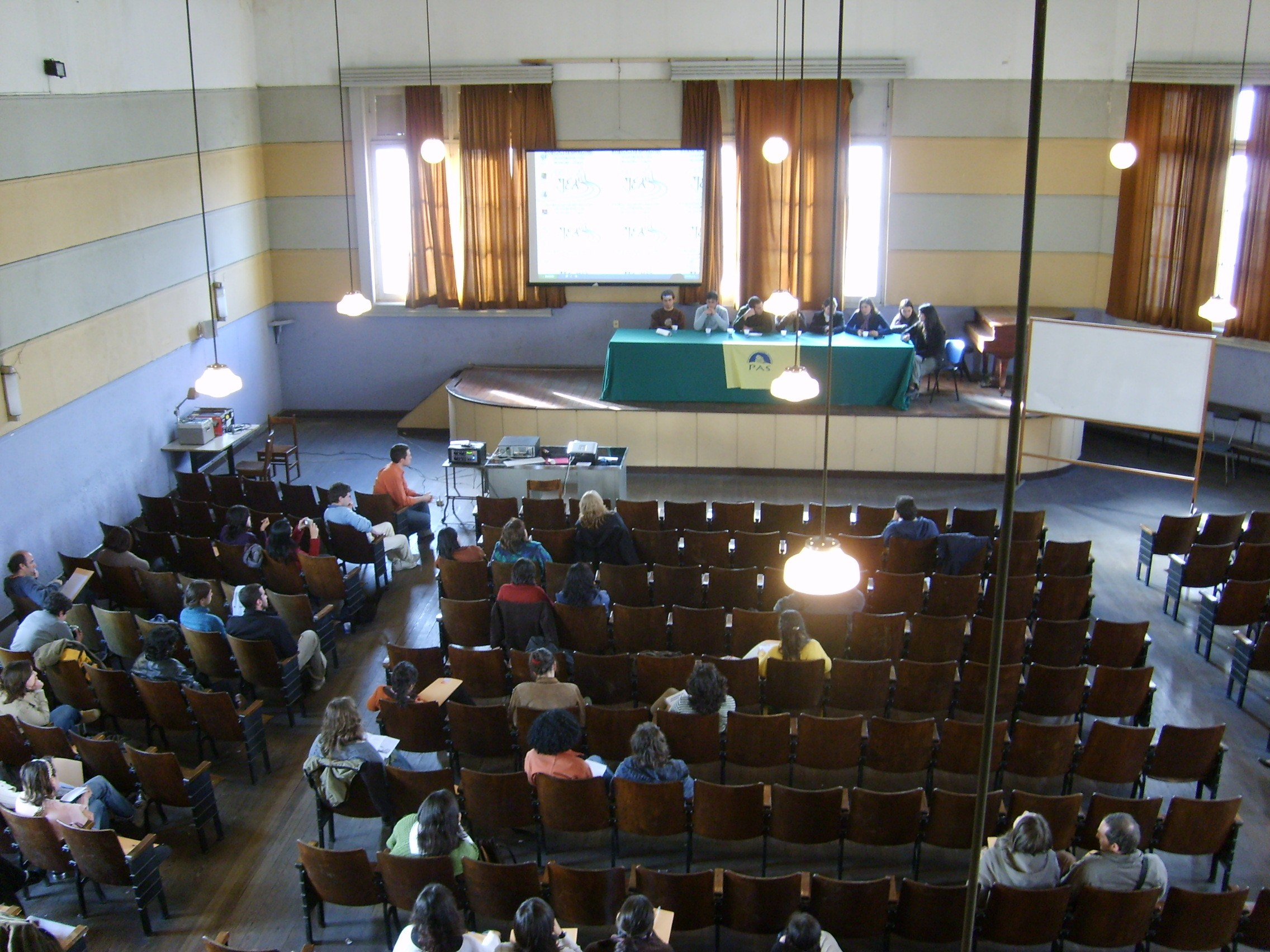
Facoltà di lettere e scienze della formazione.
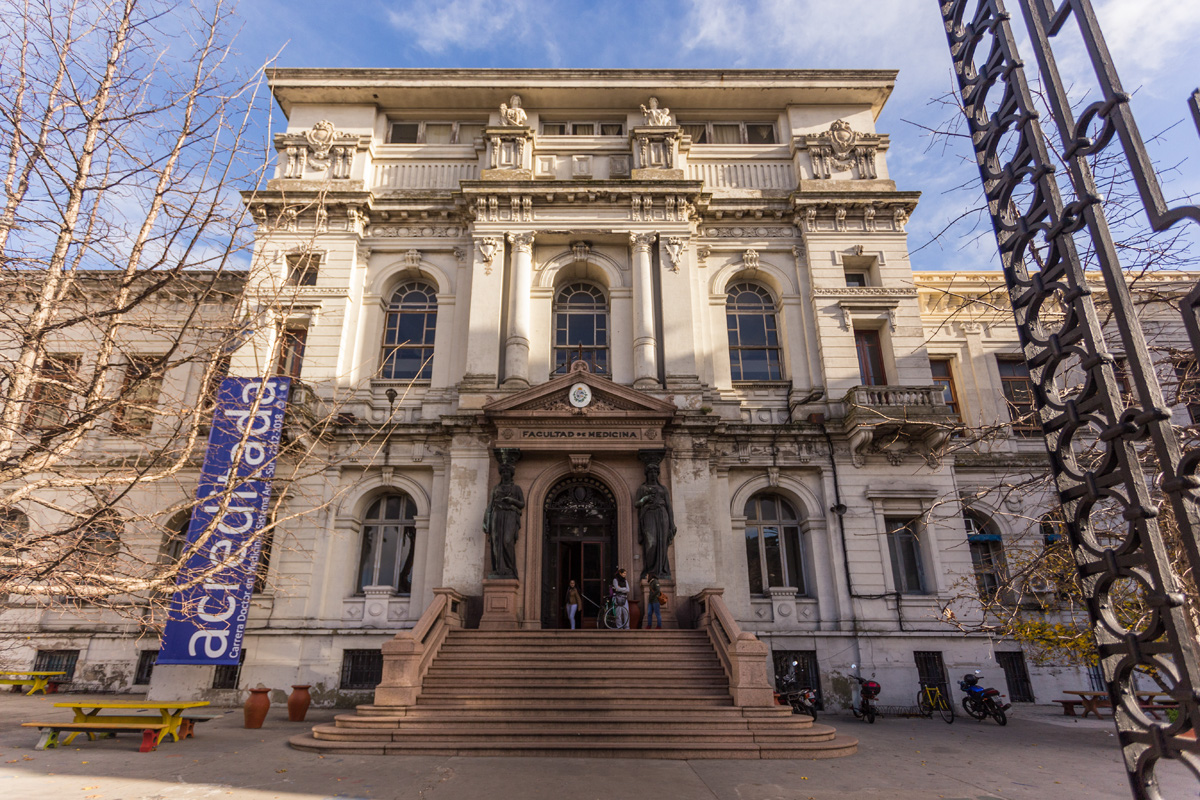
Facoltà di medicina.